# Drnovszky Ferenc
Drnovszky Ferenc, František Drnovský (Nagyemőke, 1785 – 1857) katolikus pap.

## Élete
1808-ban misés pappá szenteltetett; előbb nyitragerencséri, 1829-ben pogrányi plébános lett Nyitra megyében.

## Művei
- Hála-dal, melyet nagymélt. Medgyesi báró Mednyánszky Alajos úrnak, Nyitra vármegye főispánja hivatalába 1838-ik évi sz. Mihály havának 17-én lett beavattatásakor tiszta szivből zengé Nyitrán.
- Egy cikke van a Regélőben (1837. 101–104. sz.) Archiválva 2010. december 23-i dátummal a Wayback Machine-ben: Pográny és vidéke Nyitramegyében.